# Nakhon Ratchasima (provincie)
Nakhon Ratchasima, vaak afgekort tot Khorat (Thais alfabet: นครราชสีมา) is een provincie in het noordoosten van Thailand in het gebied dat ook wel Isaan wordt genoemd. In December 2002 had de provincie 2.581.244 inwoners, waarmee het de 2e provincie qua bevolking in Thailand is. Met een oppervlakte van 20.494 km² is het de 1e provincie qua omvang in Thailand. De provincie ligt op ongeveer 259 kilometer van Bangkok. Nakhon Ratchasima grenst aan Chaiyaphum, Khon Kaen, Buriram, Prachinburi, Nakhon Nayok, Saraburi en Lopburi en ligt niet aan zee.

## Provinciale symbolen
|  | Het provinciale zegel toont een monument voor Thao Suranaree (1772-1852), de heldin van de provincie. De provinciale boom is de Millettia leucantha. |

## Klimaat
De gemiddelde jaartemperatuur is 33 graden. De temperatuur varieert van 14 graden tot 41 graden. Gemiddeld valt er 825 mm regen per jaar. 

## Geografie
De provincie ligt in het westelijke gedeelte van het Khoratplateau. Aan de westkant liggen de Phetchabunbergen en aan de zuidkant de Dongrek bergen. De rivier de Mun ontspringt in deze provincie.

## Geschiedenis
Het gebied was al een belangrijk gebied ten tijde van het Khmer-rijk in de 11e eeuw. Overblijfselen van een oude stad uit deze periode kunnen gezien worden in het Phimai historisch park bij de plaats Phimai. Later werd het gebied een twistpunt tussen het koninkrijk Ayutthaya en het koninkrijk Lan Xang.

## Politiek

### Bestuurlijke indeling
De provincie is onderverdeeld in 26 districten (Amphoe) en, tot 15 mei 2007, 6 subdistricten (King Amphoe) en heeft daarmee de meeste districten van alle provincies (Bangkok niet meegeteld). De districten zijn verder onderverdeeld in 293 gemeentes (Tambon) en 3423 dorpen.
| Amphoe \| 1. Mueang Nakhon Ratchasima 2. Khon Buri 3. Soeng Sang 4. Khong 5. Ban Lueam 6. Chakkarat 7. Chok Chai 8. Dan Khun Thot 9. Non Thai 10. Non Sung 11. Kham Sakaesaeng 12. Bua Yai 13. Prathai \| 14. Pak Thong Chai 15. Phimai 16. Huai Thalaeng 17. Chum Phuang 18. Sung Noen 19. Kham Thale So 20. Sikhio 21. Pak Chong 22. Nong Bunnak 23. Kaeng Sanam Nang 24. Non Daeng 25. Wang Nam Khiao 26. Theparak \| | King Amphoe 27. Mueang Yang 28. Phra Thong Kham 29. Lam Thamenchai 30. Bua Lai 31. Sida 32. Chaloem Phra Kiat                                                                                               |  |
| 1. Mueang Nakhon Ratchasima 2. Khon Buri 3. Soeng Sang 4. Khong 5. Ban Lueam 6. Chakkarat 7. Chok Chai 8. Dan Khun Thot 9. Non Thai 10. Non Sung 11. Kham Sakaesaeng 12. Bua Yai 13. Prathai | 14. Pak Thong Chai 15. Phimai 16. Huai Thalaeng 17. Chum Phuang 18. Sung Noen 19. Kham Thale So 20. Sikhio 21. Pak Chong 22. Nong Bunnak 23. Kaeng Sanam Nang 24. Non Daeng 25. Wang Nam Khiao 26. Theparak |  |

Per 15 mei 2007 heeft de regering alle 81 subdistricten in Thailand de status van district gegeven om het bestuur te stroomlijnen.